# Archivio di Stato di Parma
L'Archivio di Stato di Parma è l'ufficio periferico del Ministero per i beni e le attività culturali che per legge conserva la documentazione storica prodotta dagli enti pubblici della provincia di Parma e per deposito volontario, custodia temporanea, donazione o acquisto ogni altro archivio o raccolta documentaria di importanza storica.

## Storia
Il primo nucleo all'origine del patrimonio archivistico conservato presso l'Archivio di Stato di Parma si costituì a Piacenza, dove Pierluigi Farnese aveva stabilito la sede ducale, e dove erano già confluite le carte relative alla famiglia e ai suoi beni. Alla morte del padre, nel 1547, Ottavio, trasferendo la capitale del Ducato a Parma, vi fece trasportare le carte della Segreteria ducale e della sua famiglia, lasciando a Piacenza quelle inerenti alle diverse magistrature con sede in città e, in particolare, quelle relative ai confini e ai feudi del territorio.
Si deve a Ranuccio I Farnese, nel 1592,la costituzione in organismo autonomo dell'Archivio ducale, che era collocato nell'edificio della Pilotta, dove già era attiva la Segreteria di Stato. Vi era riunita la documentazione prodotta dal governo centrale o ad esso indirizzata e la corrispondenza politica e privata del duca, contenente anche gli archivi di Margherita d'Austria, del condottiero Alessandro Farnese e dell'omonimo cardinale, mentre rimaneva separato l’Archivio Camerale, in cui era confluita tutta la documentazione inerente all'amministrazione del territorio ducale.
Con l'estinzione della famiglia nel 1731, il Ducato fu affidato a don Carlo di Borbone, figlio di Elisabetta Farnese, che, tra il 1734, anno in cui divenne re di Napoli, e il 1736, anno in cui rinunciò al Ducato di Parma e Piacenza, fece trasportare a Napoli non solo la biblioteca e le opere d'arte farnesiane, ma anche gran parte degli archivi del ducato che aveva retto tra il 1731 e il 1734. La documentazione portata a Napoli non tornò mai a Parma integralmente; soltanto una parte fu restituita in diverse spedizioni tra il 1748 e il 1789.
Dopo il periodo francese, con decreto di Maria Luisa d'Austria del 15 ottobre 1816 venne costituito l'Archivio generale dello Stato, destinato a contenere, oltre agli archivi dei governi farnesiano e borbonico, le carte del governo francese e gli archivi di antichi tribunali soppressi. Esso fu posto alle dipendenze del ministero dell'interno e poi, dal 1848, a quelle del dipartimento di grazia, giustizia e buongoverno. Infine, con decreto del 31 dicembre 1860, il personale degli Archivi dell'Emilia venne a far parte della Direzione generale degli Archivi del Regno di Sardegna.
A Parma, come nelle altre capitali preunitarie, si susseguirono in modo vorticoso e, spesso, senza ordine o strumenti di corredo, i versamenti degli archivi di diversi uffici soppressi e l'inizio del XX secolo fu caratterizzato dalla redazione di indici e guide. Allo scoppio della Seconda guerra mondiale, buona parte della documentazione venne fortunatamente ricoverata presso Villa Paganini a Gaione e a Monticelli Terme, salvandosi così dai bombardamenti del 1944 che lesionarono gravemente il palazzo della Pilotta e danneggiarono in maniera irreparabile parte della documentazione, che fu successivamente raccolta nel cosiddetto Bombardato e ancora oggi continua ad essere oggetto di studio e di riordinamento.

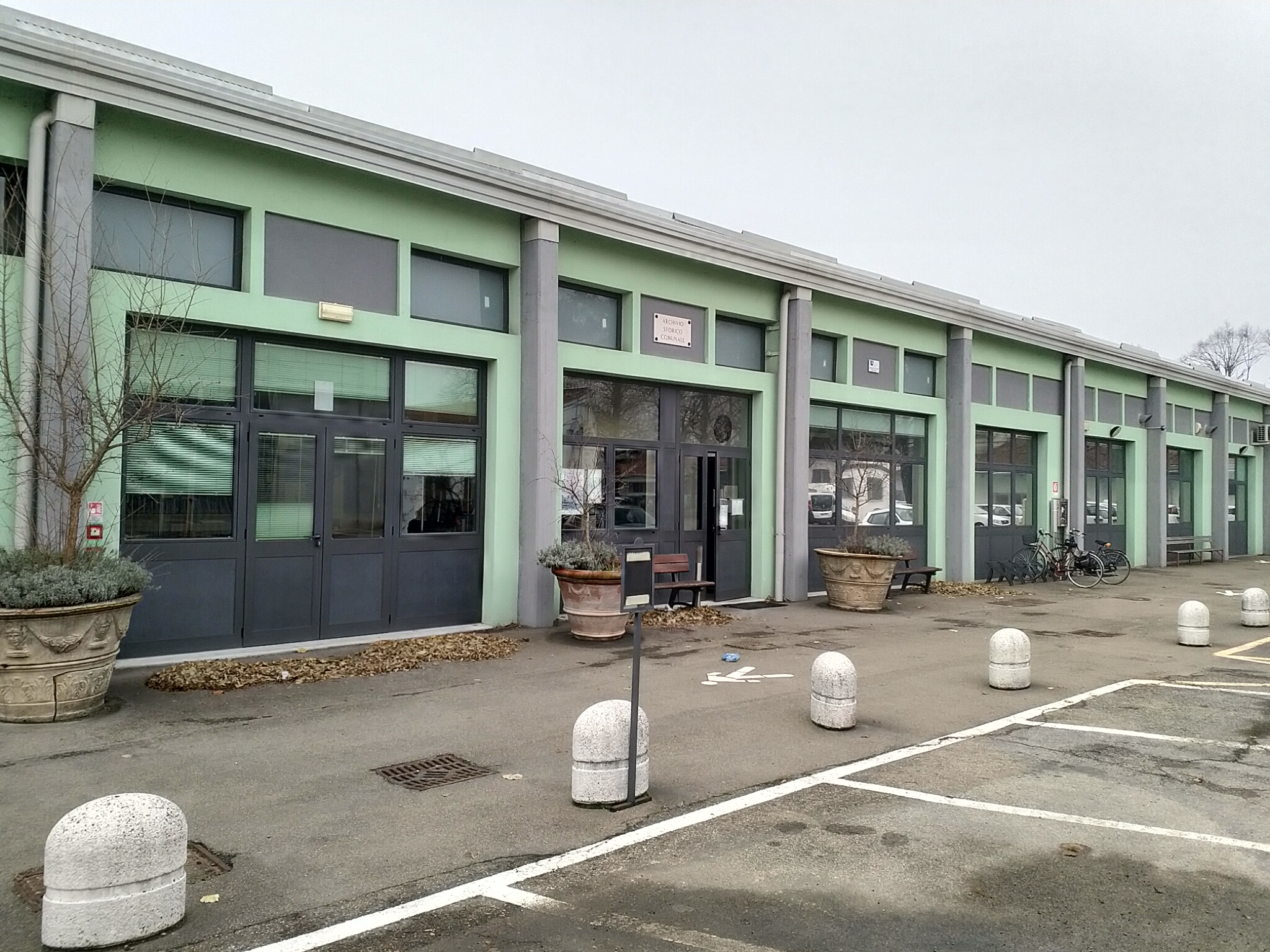
Ex magazzini comunali di via La Spezia, sede sussidiaria

Nel 1948 l'Archivio venne trasferito all'Ospedale Vecchio e si diede avvio alla compilazione di nuovi strumenti di ricerca. I lavori di restauro dello storico edificio dei secoli XV-XVI, l'antico Ospedale della Misericordia, furono effettuati tra il 1982 e il 1984, con una interruzione dovuta al terremoto del 1983.
In occasione del trasferimento della sede dall'Ospedale Vecchio a via La Spezia, presso gli ex Magazzini comunali, avvenuta nel 2014, la documentazione è stata oggetto di un approfondito riscontro con gli inventari ed indici presenti in sala di studio. Nel 2015 il Comune di Parma ha messo a disposizione dell'Archivio il cosiddetto Padiglione M, ex Fiere di Parma nel Parco Ducale, per il trasferimento di documenti conservati a Biandrate, in provincia di Novara, dove era stato stoccata parte della documentazione proveniente dalla sede sussidiaria dell'ex Carmine.
Nel giugno 2014 ha ricevuto l'Oscar Green della Regione Emilia-Romagna nella sezione "Paese Amico", come riconoscimento per aver allestito la mostra "Giuseppe Verdi proprietario e politico" a Parma dall'8 novembre 2013 al 24 aprile 2014, per le celebrazioni del bicentenario verdiano. Il premio è stato consegnato da Mauro Tonello, Presidente regionale Coldiretti Emilia Romagna, al Direttore dell'Archivio di Stato Graziano Tonelli e Valentina Bocchi.

## Patrimonio
L'Archivio di Stato di Parma conserva la documentazione prodotta dalle istituzioni preunitarie e da quelle statali post-unitarie comprese, in genere, nel territorio della provincia, nonché archivi di enti pubblici, di famiglie, di persone, di associazioni e di altri organismi privati che rivestono un interesse storico particolarmente importante
Il patrimonio archivistico comprende la documentazione prodotta dalle istituzioni farnesiane, borboniche fino a quelle del periodo della Restaurazione dell'antico Ducato di Parma, Piacenza e Guastalla, poi Pontremoli.
Vi si conservano gli archivi dei conventi e delle confraternite soppressi nel territorio ducale in età borbonica e napoleonica.
Si segnalano le raccolte di disegni, in particolare la Raccolta Sanseverini, i fondi cartografici, tra i più ricchi in Italia (oltre 12.000 pezzi dal XV secolo ad oggi), la collezione di sigilli e punzoni e una raccolta di circa 11.000 pergamene estratte dagli archivi dei conventi e delle famiglie feudali, che comprende diplomi di re ed imperatori, bolle pontificie e preziose pergamene miniate.
L’Istituto conserva, inoltre, l'Archivio preunitario del Comune di Parma, con documenti dal 1149, e la documentazione prodotta dagli uffici statali periferici post-unitari. Si segnala, infine, l'Archivio della Letteratura (1707-1989), tra cui spiccano le carte donate da Attilio Bertolucci.

## Scuola
Presso l'Archivio di Stato di Parma è attiva dal 1876 la Scuola di archivistica, paleografia e diplomatica.